# Ferdinand Cohen-Blind
Ferdinand Cohen-Blind ( Mannheim, 25 de marzo de 1844; † Berlín, 8 de mayo de 1866) fue un estudiante alemán que perpetró un atentado frustrado contra Otto von Bismarck en 1866.

## Infancia y juventud
Ferdinand Cohen-Blind nació en Mannheim en el seno de una familia acaudalada y muy comprometida políticamente. Tras el estallido de la revolución de 1848 en Baviera, en la que su padrastro Karl Blind había luchado en las filas de los republicanos, Karl hubo de exiliarse junto con su mujer y sus hijos, marchando en principio a París, más tarde a Bruselas y en 1852 a Londres. El exilio marcó la infancia de Ferdinand Cohen-Blind, que rechazó el sistema monárquico de los estados alemanes y se propuso seguir el ejemplo de su padre en la defensa de la democracia.
Regresó a Alemania en 1862 e ingresó en la universidad de Tubinga.

## Atentado contra Bismarck

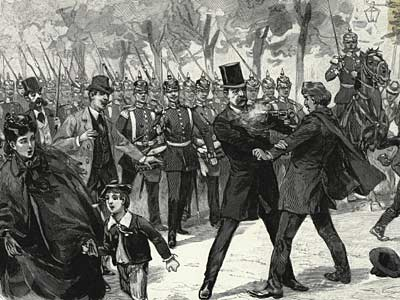
Atentado frustrado de Cohen-Blind contra el canciller Otto von Bismarck

En la tarde del 7 de mayo de 1866, Cohen-Blind disparó hasta cinco veces sobre Bismarck, a la sazón ministro presidente de Prusia, resultando éste herido de escasa consideración. 
Tras el fallido atentado, Cohen-Blind fue rápidamente apresado y conducido a la jefatura superior de policía para ser sometido a interrogatorio. Allí, aprovechando un momento de descuido, se rebanó la yugular con un cuchillo y, poco después de las cuatro de la mañana del día 8 de mayo, falleció. Su cadáver fue más tarde enterrado, con nocturnidad y sin ceremonias, en el cementerio berlinés de San Nicolás.

## Literatura
- Julius H. Schoeps. Bismarck und sein Attentäter. Der Revolveranschlag Unter den Linden am 7. Mai 1866. Ullstein Verlag, 1984, ISBN 355007963X